# Łęki Szlacheckie (gmina)
Łęki Szlacheckie – gmina wiejska w województwie łódzkim, w powiecie piotrkowskim. W latach 1975–1998 gmina położona była w województwie piotrkowskim.
Siedziba gminy to Łęki Szlacheckie.

## Położenie
Gmina Łęki Szlacheckie położona jest w południowo-wschodniej części powiatu piotrkowskiego. Na jej terenie znajduje się 19 sołectw, w skład których wchodzi 47 miejscowości. Przez obszar gminy przepływa rzeka Luciąża o całkowitej długości 18 km, rzeka ta stanowi lewostronny dopływ Pilicy. W dolinie Luciąży znajdują się obszary bagienne zaliczone do programu Natura 2000 Łąka w Bęczkowicach o powierzchni 191 ha, gdzie występuje rzadki gatunek storczyków Lipiennik Loesela. Na terenie gminy znajduje się zbiornik retencyjny „Cieszanowice” o powierzchni 217 ha (ok. 70% jego linii brzegowej leży na terenie gminy Łęki Szlacheckie, pozostała część należy do gmin: Gorzkowice i Rozprza). Gmina leży na Równinie Piotrkowskiej oraz Wzgórzach Radomszczańskich.
Niewielka, wschodnia część gminy Łęki Szlacheckie leży w granicach otuliny Sulejowskiego Parku Krajobrazowego.
Według danych z roku 2007 gmina Łęki Szlacheckie ma obszar 108,96 km², w tym:
- użytki rolne: 67%
- użytki leśne: 27%

Gmina stanowi 7,63% powierzchni powiatu piotrkowskiego.

## Demografia

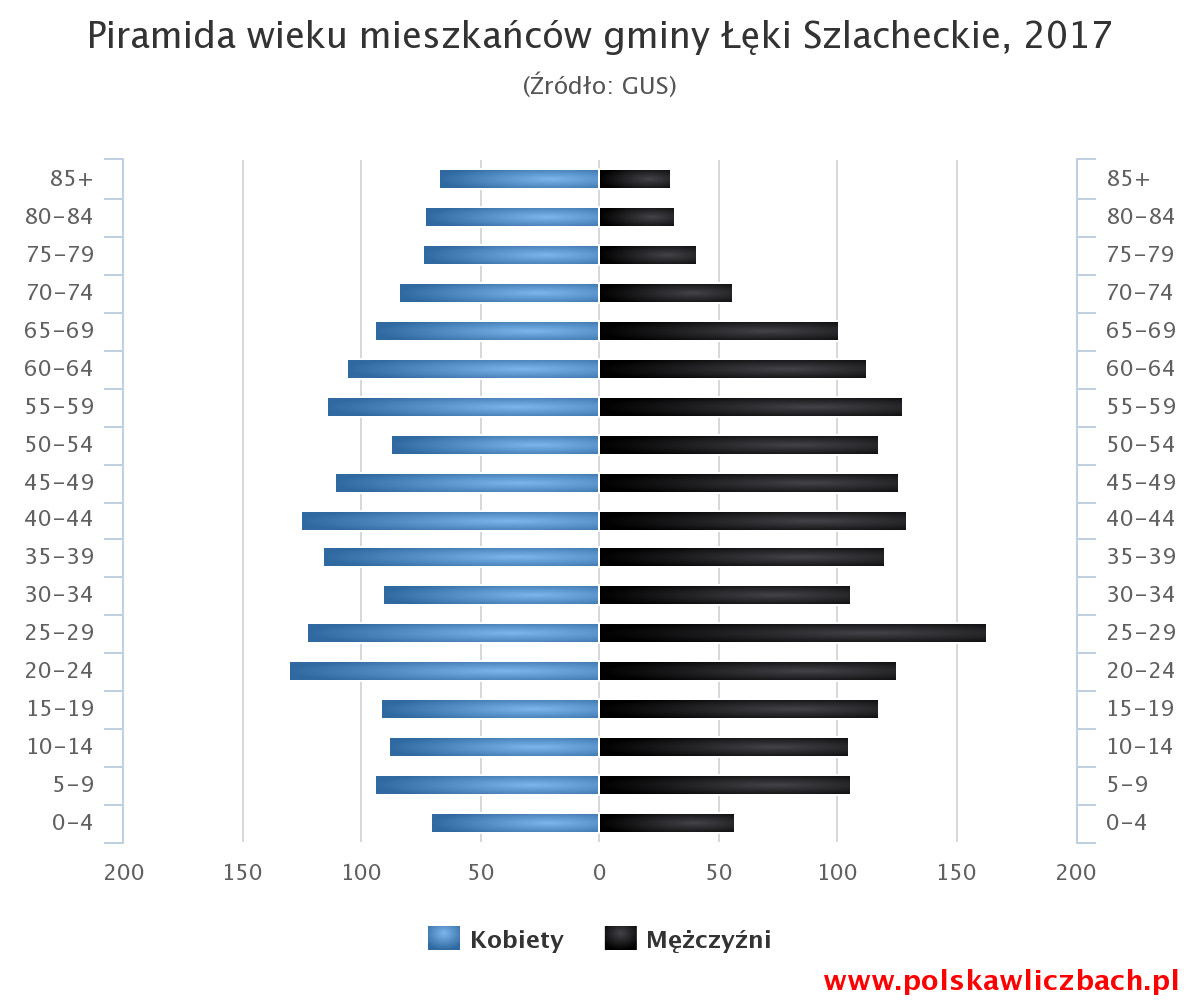
Piramida wieku mieszkańców gminy Łęki Szlacheckie w 2017 roku

## Oświata i edukacja
- Szkoła Podstawowa im. Marii Konopnickiej w Łękach Szlacheckich
- Szkoła Podstawowa im. Andrzeja Frycza Modrzewskiego w Trzepnicy

## Zabytki
Według rejestru zabytków NID na listę zabytków wpisane są:
- park dworski w Łękach Szlacheckich
- kościół par. pw. Świętego Ducha w Bęczkowicach (1910-12)
- park dworski w Dobrenicach (pocz. XIX)
- zespół dworski w Trzepnicy (1 poł. XIX)

## Sąsiednie gminy
Gorzkowice, Masłowice, Ręczno, Rozprza